# Dołno Spanczewo
Dołno Spanczewo (bułg. Долно Спанчево) – wieś w Bułgarii, w obwodzie Błagojewgrad, w gminie Petricz. Według danych szacunkowych Ujednoliconego Systemu Ewidencji Ludności oraz Usług Administracyjnych dla Ludności, 15 czerwca 2020 roku miejscowość liczyła 90 mieszkańców.

## Osoby związane z miejscowością

### Urodzeni
- Angeł Charizanow (1870–1902)– bułgarski rewolucjonista

### Zmarli
- Asen Chadżiwasilew (1877–1923) – bułgarski rewolucjonista